# Constructor de Estrategia
Constructor de Estrategia (en georgiano: სტრატეგია აღმაშენებელი, romanizado: strategia aghmashenebeli) es un partido político centrista de Georgia fundado en 2016 por Guiorgui Vashadze y sus seguidores tras un conflicto dentro del Movimiento Nacional Unido. El partido es llamado así por el rey David IV de Georgia, también conocido como David el Constructor.

## Historia
El partido originalmente se llamó Nueva Georgia. El partido participó en las elecciones parlamentarias de Georgia de 2016 en el bloque Estado para la Gente, liderado por Paata Burchuladze, pero al obtener el 3,45% de los votos no pudo superar la barrera para entrar en el Parlamento. Durante la campaña de las elecciones presidenciales de 2018, Nueva Georgia se unió a la coalición de oposición más grande, La fuerza está en la unidad.
El 30 de julio de 2020, Nueva Georgia cambió su nombre a Constructor de Estrategia. Su nuevo nombre hace referencia al monarca georgiano medieval David IV de Georgia o Davit Aghmashenebeli (Aghmashenebeli se traduce como Constructor). Antes de las elecciones parlamentarias de 2020, el partido y Ley y Justicia se separaron de la coalición Fuerza en Unidad y crearon su propia coalición.
El partido se unió a una declaración de otros 14 partidos en el verano de 2021 para defender los derechos LGBT en Georgia en el período previo a la marcha del Orgullo en Tiflis.
Tras las protestas en Georgia de 2023 contra la ley de agentes extranjeros, la presidenta del país Salomé Zurabishvili promovió la Carta de Georgia, un plan para la próxima legislatura en con el objetivo de satisfacer las demandas de los manifestantes y acercar al país a la Unión Europea. Constructor de Estrategia, junto con otros partidos de la oposición al gobierno de Sueño Georgiano se adhirieron al estatuto el 4 de junio de 2024. El 9 de julio de 2024, el partido firmó un acuerdo para acudir a las elecciones al parlamento de Georgia de 2024 en coalición con el Movimiento Nacional Unido llamada Unidad-Para salvar Georgia.

## Ideología
A nivel europeo, el partido es miembro de pleno derecho de la Alianza de los Liberales y Demócratas por Europa desde el 11 de diciembre de 2021.

## Resultados electorales

### Elecciones parlamentarias
| Elección | Votos  | %    | Representantes | +/–   | Posición | Coalición                 | Candidato         |
| -------- | ------ | ---- | -------------- | ----- | -------- | ------------------------- | ----------------- |
| 2016     | 60.681 | 3,45 | 0/150          | Nuevo | 6.º      | Estado para la Gente      | Guiorgui Vashadze |
| 2020     | 60.671 | 3,15 | 4/150          | 4     | 5.º      | Constructor de Estrategia | Guiorgui Vashadze |

### Elecciones locales
El partido obtuvo sus mejores resultados en Lagodeji (4,99%) y Tsagueri (4,75%). Para la alcaldía de Tiflis en las elecciones de 2017, el candidato del partido fue su líder Guiorgui Vashadze, que quedó sexto, obteniendo el 1,95% de los votos.
| Elección | Votos  | %    | Representantes | +/–   | Coalición      |
| -------- | ------ | ---- | -------------- | ----- | -------------- |
| 2017     | 18.426 | 1,23 | 1/2043         | Nuevo |                |
| 2021     | 23.629 | 1,34 | 8/2068         | 7     | Tercera Fuerza |